# شورت برادرز
شورت برادرز (به انگلیسی: Short Brothers) یا به‌صورت خلاصه شورت یک شرکت سازندهٔ هواگرد است که در شهر بلفاست ایرلند شمالی واقع است. شورت در سال ۱۹۰۸ در شهر لندن تأسیس شد و اولین کارخانه تولیدی هواگرد در جهان است. از محصولات مهم این کارخانه می‌توان به هواپیماهای شناور اشاره کرد.